# Dvorac Ballyloughan
Dvorac Ballyloughan je razrušeni dvorac i nacionalni spomenik u okrugu Carlow u blizini Bagenalstowna, u Irskoj. Od nekadašnjeg dvorca, do danas su preostali kapija s dva ulaza, hodnik i temelji jedne od kutnih kula. Dvorac je izgrađen oko 1300. godine.